# ديميتري خارين
ديميتري فيتكورفيتش خارين (بالروسية: Дмитрий Викторович Харин) ، من مواليد العاصمة الروسية موسكو بتاريخ 16 أغسطس 1968م ، وكان حارس مرمى في منتخب الاتحاد السوفيتي لكرة القدم ، وحصل مع منتخب بلاده الميدالية الذهبية لدورة الألعاب الأولمبية عام 1988م ، كما تم اختياره تشكيلة الرئيسية لبطولة أوروبا 1996 بانجلترا ، وحارس المرمى للمنتخب الروسي في بطولة كأس العالم 1994 والتي أستضافتها الولايات المتحدة.

## وصلات خارجية
- ديميتري خارين على موقع الاتحاد الدولي (مؤرشف)  (الإنجليزية)
- ديميتري خارين على موقع قاعدة بيانات كرة القدم.إي يو (الإنجليزية)
- ديميتري خارين على موقع ناشيونال فوتبول تيمز (الإنجليزية)
- ديميتري خارين على موقع Soccerbase.com (لاعب) (الإنجليزية)
- ديميتري خارين على موقع عالم كرة القدم.نت (الإنجليزية)
- ديميتري خارين على موقع أوليمبيديا (الإنجليزية)
- Dmitri Kharine career stats at Post War English & Scottish Football League A – Z Player's Database
- International statistics